# 47 Aglaja
47 Aglaja (a-glye'-a, in italiano 47 Aglaia o 47 Aglea) è un grande e scuro asteroide della fascia principale.
Aglaja fu scoperto da Karl Theodor Robert Luther il 15 settembre 1857 dall'Osservatorio di Düsseldorf (situato nel distretto urbano di Bilk) in Germania, di cui era direttore dal 1851.
Fu battezzato così in onore di Aglaia, una delle tre Grazie della mitologia greca, personificazione dello splendore; le altre due Grazie sono Talia (vedi l'asteroide 23 Thalia) ed Eufrosine (vedi 31 Euphrosyne).